# Lieven Vandenhaute

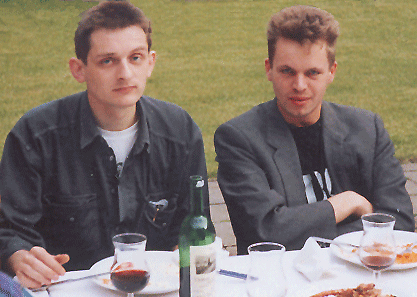
Lieven Vandenhaute (rechts) met zijn vriend Erwin Mortier (foto uit 1991).

Lieven Vandenhaute (Oudenaarde, 28 mei 1966) is een Vlaams radio- en televisiemaker, die zich voornamelijk met culturele aangelegenheden bezighoudt. Hij woont samen met schrijver Erwin Mortier.
Vandenhaute studeerde politieke en sociale wetenschappen aan de Universiteit van Gent. Zijn professionele carrière begon in 1989 bij Studio Brussel. In 1991 brak hij door met het radioprogramma De Lieve Lust, dat hij samen met Goedele Liekens presenteerde. Het programma gaf seks een plaats op de radio, een gegeven dat veel stof deed opwaaien.
Vandenhaute geeft op de openbare radio- en televisienetten zijn mening over kunst en cultuur, iets waarmee hij in 1999 begon. Ook op de nieuwswebsite deredactie.be schrijft hij regelmatig recensies over kunst en cultuur. Hij presenteerde Republica, eerst op Studio Brussel, daarna op de televisiezender Canvas. In 2003 presenteerde hij op diezelfde zender Voetzoeker, een programma waarin hij artiesten en kunstenaars interviewde.
Hij is ook actief voor Radio 1, waar hij vroeger het programma Ongehoorde Meningen presenteerde. Sinds 2010 presenteert hij het programma Nieuwe Feiten.

## Prijzen en erkenningen
In 2015 kreeg Lieven Vandenhaute de vierde Grote Prijs Jan Wauters. De jury loofde hem als "iemand die ons elke keer verrast, onze aandacht vasthoudt, ons verleidt tot luisteren, niet enkel met een eindeloze variatie aan onderwerpen, maar vooral door dat eigen geluid, die oplichtende toets in stem en toon, door de natuurlijke souplesse en elegantie van het spreekritme."